# 森特波因特 (新墨西哥州)
森特波因特（英語：Center Point）是位於美國新墨西哥州聖胡安縣的普查規定居民點。

## 人口
根據2020年美國人口普查的數據，森特波因特的面積為24.83平方千米，當中陸地面積為23.81平方千米，而水域面積為1.02平方千米。當地共有人口2435人，而人口密度為每平方千米98.07人。